# Kaho-gun

Landkreis Kaho in der Präfektur Fukuoka

Kaho (jap. 嘉穂郡, -gun) ist ein Landkreis in der Präfektur Fukuoka in Japan. 
Zum 1. September 2020 hatte er 12.876 Einwohner auf einer Fläche von 20,07 km². Die einzige Gemeinde ist Keisen.